# Rhodocoma alpina
Rhodocoma alpina är en gräsväxtart som beskrevs av Hans Peter Linder och Vlok. Rhodocoma alpina ingår i släktet Rhodocoma och familjen Restionaceae. Inga underarter finns listade i Catalogue of Life.